# 福鼎大白茶

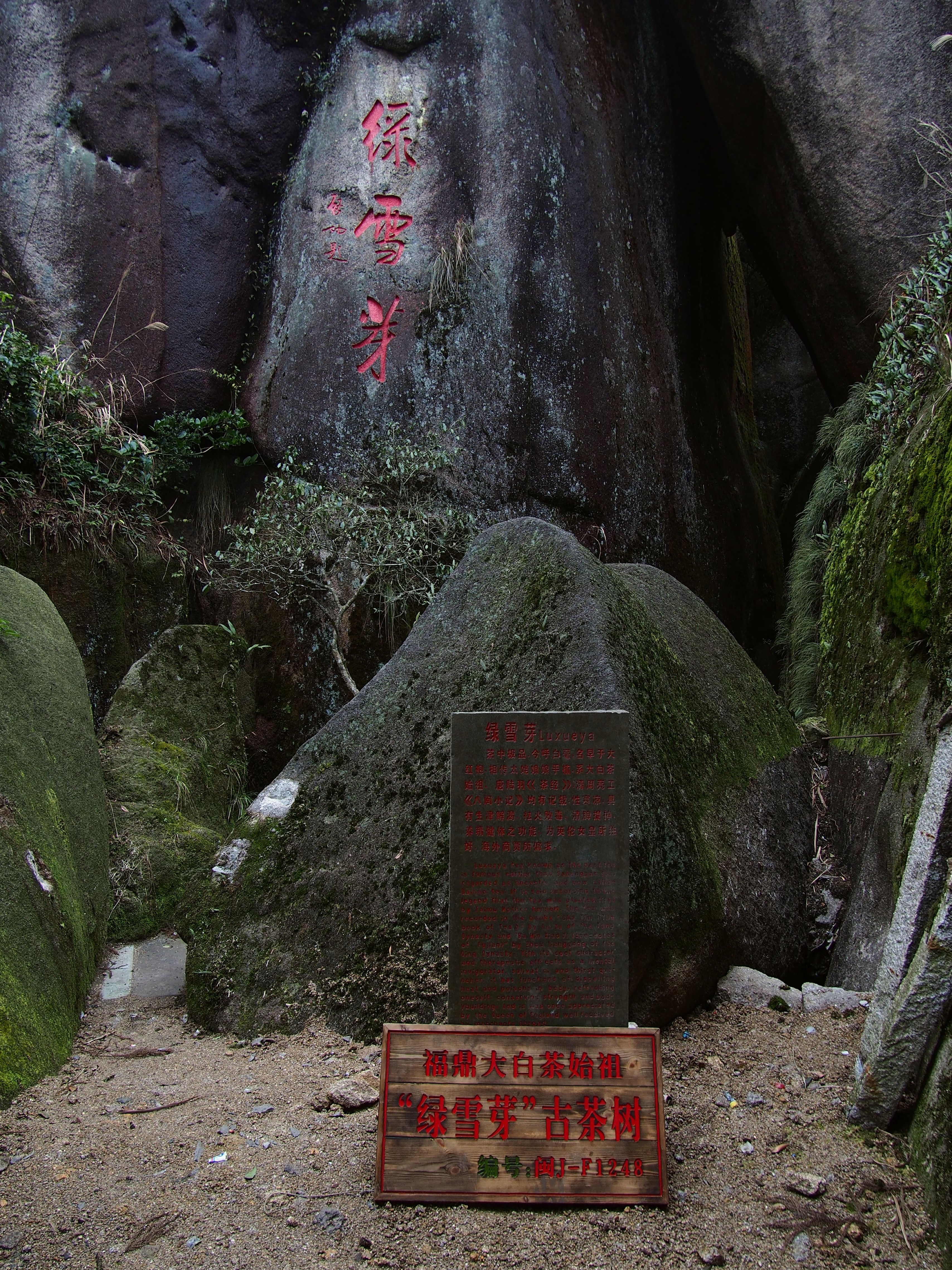
位于福鼎太姥山的大白茶始祖绿雪芽

福鼎大白茶，又称福鼎白毫，简称白毛茶、福大，是一款福建茶树茶种、中国国家级茶树良种。

## 特点
唐代茶圣陆羽著作的茶经中记载，永嘉东三百里有白茶山，是指福鼎的太姥山，这是记载白茶最早的著作，距今1400多年。
原产福建省福鼎市点头镇柏柳村，为小乔木型中叶类早芽无性繁殖系茶树品种。在福建福鼎茶区，春茶萌发期在3月上中旬，一芽三叶盛期在4月上旬。芽叶较肥壮，呈黄绿色，茸毛特多，适制红茶、绿茶、白茶。1950年，开始在福建东部推广。1960年，在浙江、江苏、湖南、贵州、四川、江西、广西、安徽等地引种。1985年，通过国家农作物品种审定委员会认定（编号GS13001-1985），为中国国家级茶树良种。2000年贵州全省36种名茶中用福鼎大白茶原料制成的有17个。